# Ребіндер Петро Олександрович
Петро Олександрович Ребіндер (3 жовтня 1898, Санкт-Петербург — 12 липня 1972, Москва) — радянський фізико-хімік, академік АН СРСР (1946), Герой Соціалістичної Праці (1968).

## Біографія
Народився 3 жовтня 1898 року в Санкт-Петербурзі. Батько — Олександр Михайлович Ребіндер. Мати — Анна Петрівна Ребіндер, уроджена Халютіна. У 1924 році він закінчив фізико-математичний факультет МГУ. З 1929 — професор Московського педагогічного інституту імені К. Лібкнехта. 1 лютого 1933 р. Петро Олександрович був обраний членом-кореспондентом АН СРСР по Відділенню математичних і природничих наук. З 1934 по 1972 очолював створені ним лабораторію, потім відділ дисперсних систем Колоїдо-електрохімічного інституту (з 1945 р. — Інститут фізичної хімії АН СРСР (ІФХАН)). У 1942 році він одночасно був призначений завідувачем кафедрою колоїдної хімії МГУ. 30 листопада 1946 р. П. А. Ребіндер був обраний академіком АН СРСР по Відділенню хімічних наук (фізична та колоїдна хімія).
В 1958 р. він створив і очолив Наукову раду АН СРСР з проблем колоїдної хімії та фізико-хімічної механіки. В 1959 р. організував в ІФХАН відділ полімерів. В 1967 р. обраний Головою Національного комітету СРСР при Міжнародному комітеті з поверхнево-активних речовин. З 1968 р. — головний редактор «Колоїдного журналу».
Помер Петро Олександрович 12 липня 1972 р.

## Наукова діяльність
Петро Олександрович опублікував понад 500 наукових праць. На основі його теоретичних розробок були створені такі нові матеріали, як металокераміка, різні види штучної шкіри, надміцний цемент.
У 1928 році він відкрив ефект адсорбційного зниження міцності твердих тіл, що отримав в радянській науковій літературі назву «Ефекту Ребіндера». Це відкриття поклало початок нової галузі знання — фізико-хімічної механіки. Ним було введено в науку поняття поверхневої активності, як термодинамічної характеристики поверхнево-активних речовин.
У роки німецько-радянської війни наукова діяльність Петра Олександровича була пов'язана зі зміцненням боєздатності Радянської Армії. Саме П. А. Ребіндер винайшов самозаймисті рідини, пізніше названі «коктейлем Молотова», які застосовувалася для боротьби з танками противника. Він також керував групою вчених, що розробили машинну змазку для бронетехніки, яка не твердне і не загустіває на морозі.
Ребіндер науково обґрунтував рецептури піноутворювачів, які в результаті поступового наростання структурної в'язкості та механічної міцності плівок давали піни будь-якої стійкості, що знаходило широке застосування на фронті та в промисловості. Знаходили застосування на фронті також готуються за рецептурами Ребіндера різні липкі склади, препарати проти запотівання стекол протигазів при низьких температурах.

## П.О.Ребіндер і філателія
Петро Олександрович був одним з ініціаторів проведення в Москві в 1957 році Міжнародної філателістичної виставки в рамках VI Всесвітнього фестивалю молоді та студентів, а також створення Московського міського товариства філателістів. Входив до першого складу редакційної колегії журналу «Філателія СРСР».

## Пам'ять
- До 75-річчя з дня народження П. О. Ребіндера Міністерство зв'язку СРСР випустило ілюстрований конверт.
- В 1995 р. Російською академією наук заснована премія імені П. О. Ребіндера.
- До 70-річчя від дня народження П. О. Ребіндера Київським інститутом інженерів цивільної авіації викарбувано настільну медаль (бронза, діаметр 100 мм, вага 630 гр, скульптор та різьбяр — Кошовий).
- Меморіальна дошка встановлена у будівлі хімічного факультету МДУ, на кафедрі колоїдної хімії.

## Нагороди та премії
- Герой Соціалістичної Праці (02.10.1968)
- Два ордени Леніна (27.03.1954; 02.10.1968)
- орден Вітчизняної війни І ступеня (10.06.1945)
- орден Трудового Червоного Прапора (02.10.1958)
- Сталінська премія (1942)
- Премія імені О. М. Баха (АН СРСР, 1953)
- Премія Президії АН СРСР (1955)
- Премія Ради Міністрів СРСР (1969)
- Ломоносовська премія (1972).
- Почесний член Всесоюзного товариства філателістів (1966)